# Lubię nietoperze
Lubię nietoperze – polski film grozy z 1985 roku. Większość zdjęć zrealizowano w pałacu w Mosznej.

## Fabuła
Iza jest piękną wampirzycą, która uwodzi i zabija mężczyzn. Pewnego dnia zgłasza się do psychiatry Rudolfa Junga i prosi go, by wyleczył ją z „wampiryzmu”. Lekarz początkowo nie daje jej wiary, jednak analiza zdjęcia rentgenowskiego przekonuje go, iż jego pacjentka rzeczywiście nie jest człowiekiem. Postanawia jej pomóc, jednak w szpitalu Iza znów zaczyna mordować.

## Obsada
- Katarzyna Walter – Iza
- Marek Barbasiewicz – Rudolf Jung, lekarz psychiatra
- Wiktor Grotowicz – Szulc, hipnotyzer
- Jonasz Kofta – narkoman, pacjent w klinice Junga
- Tadeusz Skorulski – komisarz
- Elżbieta Panas – pielęgniarka
- Andrzej Mrozek – pacjent
- Andrzej Grabarczyk – ogrodnik
- Edwin Petrykat – Marceli
- Zygmunt Bielawski – detektyw
- Eliasz Kuziemski – komiwojażer
- Jan Prochyra – Grześ Peruka
- Małgorzata Lorentowicz – ciotka Izy
- Grzegorz Warchoł – Wolf
- Andrzej Bielski – pacjent w klinice Junga